# Узунколь (Акмолинская область)
Узунко́ль (каз. Ұзынкөл) — село в Астраханском районе Акмолинской области Казахстана. Административный центр Узункольского сельского округа. Код КАТО — 113657100.

## География
Село расположено возле одноимённого озера, в западной части района, на расстоянии примерно 28 километров (по прямой) к западу от административного центра района — села Астраханка.
Абсолютная высота — 292 метров над уровнем моря.
Климат холодно-умеренный, с хорошей влажностью. Среднегодовая температура воздуха положительная и составляет около +4,1°С. Среднемесячная температура воздуха в июле достигает +20,6°С. Среднемесячная температура января составляет около -14,3°С. Среднегодовое количество осадков составляет около 390 мм. Основная часть осадков выпадает в период с июня по июль.
Ближайшие населённые пункты: село Алгабас — на севере.
В черте села находится поселения упразднённых населённых пунктов — Каратубек, Кайнарское, Луговое.

## Население
В 1989 году население села составляло 1060 человек (из них казахи — 41 %, русские — 29 %).
В 1999 году население села составляло 621 человек (309 мужчин и 312 женщин). По данным переписи 2009 года, в селе проживал 451 человек (218 мужчин и 233 женщины).
| Численность населения | Численность населения | Численность населения |
| 1989                  | 1999                  | 2009                  |
| --------------------- | --------------------- | --------------------- |
| 1060                  | ↘621                  | ↘451                  |

## Улицы[7]
- ул. Абылай хана
- ул. Луговая
- ул. Целинная